# Акуаро
Акуа̀ро (на италиански: Acquaro, на местен диалект Accuàru, Акуару) е село и община в Южна Италия, провинция Вибо Валентия, регион Калабрия. Разположено е на 262 m надморска височина. Населението на общината е 2448 души (към 2012 г.).